# Сергей Преминин
Сергей Анатолиевич Преминин (на руски: Сергей Анатольевич Преминин) е съветски военен, подводничар, със звание старши матрос.

## Биография
Роден е на 18 октомври 1965 г. в с. Скорняково, Великоустюгски район, Вологодска област. Завършва училището в гр. Красавино и след 8 клас в СПТУ №4 на речния флот в гр. Велики Устюг. Преди да попадне на борда на атомната подводна лодка К-219, преминва обучение в отряда за подводно плаване на поделение № 59075 в гр. Северодвинск, Архангелска област.

### Подвиг
На 3 октомври 1986 г. в Саргасово море на 1000 километра североизточно от Бермудските острови в ракетния отсек на подводницата К-219 избухва пожар.
Както следва от официалната информация по онова време с цел обезопасяване на ядрения реактор при ръчно спускане на неговите компенсиращи решетки в отсека 3 пъти влизат специалисти от електромеханичната бойна част. Сред тези специалисти е командирът на група от дивизона старши лейтенант Николай Беликов и неговият подчинен матросът Сергей Преминин.
Двамата работят на смени. Спускат 3 решетки от общо 4. Поради високата температура – около 70 градуса Целзий, Беликов губи съзнание. Оставайки сам в реакторния отсек, Преминин изгасява реактора, но поради високото налягане между отсеците не успява да излезе от реактория отсек. Опитват безрезултатно заклинената врата да бъде отворена отвън. В утрото на 6 октомври се приема решение за евакуация на екипажа на пристигналите в близост съветски съдове.
Впоследствие подводницата потъва при нейното буксиране към базата.

## Художествени произведения
- Филм „Враждебни води“ (САЩ, 1987)
- Филм „К-219. Последен поход“ (Русия, 2006)
- Никитин Е.К., „Роковые Бермуды“

## Награди
- орден „Червена звезда“ (посмъртно), награден с указ на Президиума на Върховния съвет на СССР, 23 юли 1987 г.
- звание „Герой на Руската Федерация“ (посмъртно), 1997 г.
- медал „За служба на отечеството“ I ст. (посмъртно), 2003 г.

|  | Тази страница частично или изцяло представлява превод на страницата „Преминин, Сергей Анатольевич“ в Уикипедия на руски. Оригиналният текст, както и този превод, са защитени от Лиценза „Криейтив Комънс – Признание – Споделяне на споделеното“, а за съдържание, създадено преди юни 2009 година – от Лиценза за свободна документация на ГНУ. Прегледайте историята на редакциите на оригиналната страница, както и на преводната страница, за да видите списъка на съавторите. ВАЖНО: Този шаблон се отнася единствено до авторските права върху съдържанието на статията. Добавянето му не отменя изискването да се посочват конкретни източници на твърденията, които да бъдат благонадеждни. |